# Іссо
Іссо (італ. Isso) — муніципалітет в Італії, у регіоні Ломбардія,  провінція Бергамо.
Іссо розташоване на відстані близько 460 км на північний захід від Рима, 45 км на схід від Мілана, 26 км на південь від Бергамо.
Населення — 658 осіб (2014).
Щорічний фестиваль відбувається 30 листопада. Покровитель — Андрій Первозваний.

## Демографія
Населення за роками:

Станом на 1 січня 2023 року в муніципалітеті офіційно проживало 66 іноземців з 13 країн, серед них 8 громадян країн Євросоюзу.

## Сусідні муніципалітети
- Барбата
- Камізано
- Кастель-Габб'яно
- Ково
- Фара-Олівана-кон-Сола